# Salim Saade
Salim "Abdallah" Saadeh (en árabe سليم "عبدالله" سعادة; noviembre nacido 25, 1949) es un economista y un político libanés. Representó dos veces al distrito cristiano ortodoxo griego de Koura (Del norte Governorate, Líbano) en el parlamento libanés, respectivamente en 1992 y en 2000 elecciones generales. Es un miembro prominente del Partido Nacionalista Social sirio en Líbano.

## Educación y vida tempranas
Saadeh Nació en Amioun (Koura Distrito, Del norte Governorate, Líbano), el 25 de noviembre de 1949, a un griego ortodoxo cristiano, todavía familia muy secular. Su padre, Abdallah Saadeh, era un prominente general physician y cirujano general por todas partes Líbano y el Oriente Medio. De hecho, hasta el temprano 1950 es, viaje atrás y adelante a Arabia Saudí para llevar a cabo algunos de sus tareas como correr un de los hospitales principales en el Reino así como proporcionando cuidado médico al saudí tardío King Abdulaziz "Ibn Saud". Su madre, mayo Saadeh, era también un renombrado physician y el primer hembra obstetrician y gynecologist en Líbano.
Gaste su niñez entre la ciudad de Trípoli, donde atienda Trípoli Evangelical Escuela y su ciudad natal Amioun.

## Carrera en el sector privado
Después de graduar de la Universidad americana de Beirut, Saadeh unió el libanés cargo compañía de aerolínea TMA en 1974 cuando Director del Departamento de Planificación. Deje la compañía en 1976 para perseguir su grado de Maestros en Universidad de Washington en St. Louis en los Estados Unidos.
Siguiendo sus estudios de posgrado, una Midmac Grupo - un de las compañías contratandas más grandes en el Oriente Medio - en 1979. Esté nombrado tan Director de Operaciones, una posición aguante hasta que esté nominado como parlamentario por primera vez 1991.

## Carrera política
En 1992, esté elegido Miembro del Parlamento libanés para el asiento cristiano ortodoxo griego en Koura. No sea reelegido para el asiento en las 1996 elecciones. Salim Saade estuvo elegido un segundo tiempo en las 2000 elecciones y servidos hasta que 2005.

## Vida personal
Saadeh Norma casada Diab en 1982.